# Natalia Roig
Natalia Ortiz Roig (Málaga, España; 26 de julio de 1975) más conocida como Natalia Roig es una actriz, locutora de radio y guionista española. Conocida por su participación en series de comedia como Doctor Mateo y Con el culo al aire.

## Biografía
Nacida en Malága, Andalucía, en 1975, Roig empieza su carrera como actriz en 1992, cuando formó parte del elenco de la obra Quédate en Casa de Rafael Castillo. A esta le siguieron otras como El caso del señor vestido de violeta de Miguel Mihura, La isla Amarilla de Paloma Pedrero y De Locura de Ángel Calvente entre otras. Uno de sus mayores éxitos en el teatro fue su participación, entre 1998 y 2000, en la obra Fuenteovejuna de Lope de Vega y dirigida por Emilio Hernández que la llevó de gira para representar más de 250 funciones.
En el año 2000, debutó como actriz de televisión en la serie de Antena 3 Compañeros, realizando a lo largo de su carrera diferentes papeles esporádicos. También participó de manera episódica en series de gran éxito en el momento como Policías, en el corazón de la calle (Antena 3), Periodistas (Telecinco), Hospital Central (Telecinco), Mis adorables vecinos (Antena 3), Los Serrano (Telecinco) y Aída (Telecinco), entre otros. Ha intervenido en diversos programas y series del canal autonómico andaluz Canal Sur; entre 2005 y 2009 participó en S.O.S. Estudiantes y en 2006 en Sarandonga. Entre 2002 y 2010 participó en el magazine diario Mira la vida, en la sección de humor. También ha formado parte de la programación especial de Nochevieja de Canal Sur durante varios años.
Su primer papel recurrente en una serie nacional fue en Doctor Mateo de Antena 3, donde interpretó a Trini entre 2008 y 2011. En 2012 consiguió su primer papel protagonista en el panorama nacional en la serie coral de Antena 3 Con el culo al aire, donde interpretó a Alicia durante las tres temporadas que la serie estuvo en emisión. En 2015 presentó el programa Tu al norte y yo al sur de ETB y RTVA.
En el cine ha trabajado en diversas películas, entre las que destaca Volver, dirigida por Pedro Almodóvar en 2006. En 2015 participó en la premiada Techo y Comida, de Juan Miguel del Castillo. En 2016 rodó la película El Intercambio (basada en la obra teatral homónima) en la que interpretó a Eva, uno de los personajes protagonistas. La película, dirigida por Ignacio Nacho, cuenta también con los actores Hugo Silva, Paco Tous, Pepón Nieto o Rossy de Palma. En 2017 también participó en el rodaje de la película Oh! Mammy Blue de Antonio Hens, que finalmente se estrenó en junio de 2018. A finales de abril está previsto que empiece el rodaje de su último trabajo cinematográfico, La mancha negra, del director Enrique García.
En 2017 ganó el premio Tesela de Plata a la mejor actriz en el XXIV Festival de Cine de Alicante, por su actuación en la película El Intercambio (2017).

## Filmografía

### Cine
| Año  | Película                         | Personaje      | Director                       |
| ---- | -------------------------------- | -------------- | ------------------------------ |
| 2020 | La mancha negra                  | Modesta        | Enrique García                 |
| 2018 | Oh! Mammy Blue                   | Ana            | Antonio Hens                   |
| 2018 | El Intercambio                   | Eva            | Ignacio Nacho                  |
| 2016 | Abre fácil (cortometraje)        | Mujer aparcada | Álvaro Carrera                 |
| 2015 | Techo y comida                   | Belén          | Juan Miguel del Castillo       |
| 2013 | Mobiliario Urbano (cortometraje) | Desahuciada    | Ignacio Nacho                  |
| 2012 | Las casitas (cortometraje)       |                | Ignacio Nacho                  |
| 2011 | Cruda                            |                | Ignacio Nacho                  |
| 2009 | Ana Lucía (cortometraje)         | Madre          | Harry Mavromichalis            |
| 2007 | Cornamusa                        |                | Albert Nash                    |
| 2006 | Volver                           | Vecina         | Pedro Almodóvar                |
| 1995 | Psycolettes (cortometraje)       | Miembro banda  | Pedro Temboury                 |
| 1995 | La Cola (cortometraje)           |                | Victoria Mateos y Luis Felpeto |

### Televisión
- La chica de la nieve (2023) como coordinadora de terapia de mujeres.
- Entre compadres (2022-2023) como Nati.

- Andalucía de Fiesta

(2019-presente) como presentadora con Álvaro Berro, Inma Navas y Fati Pizarro
- Nochebuena Andaluza (2018,2019,2020) como presentadora con José Guerrero ''Yuyu'', María Espejo, Manolo Sarriá y Enrique Romero - Canal Sur.
- Mi gran noche (2019), como colaboradora - Canal Sur.
- Tú al norte y yo al sur (2015), como presentadora - ETB y RTVA.
- Con el culo al aire (2012-2014), como Alicia Fernández - Antena 3.
- Doctor Mateo (2009-2011), como Trini - Antena 3.
- Mira la vida (2002-2010), como colaboradora - Canal Sur.
- El caso Wanninkhof (2008) - Miniserie, TVE.
- Cuentatras (2007) - Canal 4.
- Sarandonga (2006) - Canal Sur.
- Matrimonio con hijos (2006) - Canal 4.
- S.O.S. Estudiantes (2005-2006) - Canal Sur.
- Aída (2005) - Telecinco.
- Los Serrano (2004) - Telecinco.
- Casi perfectos (2004) - Antena 3.
- Mis adorables vecinos (2004) - Antena 3.
- Policías, en el corazón de la calle (2001-2003) - Antena 3.
- Hospital Central (2003) - Telecinco.
- Noches de primavera (2002), como presentadora - Canal Sur.
- Periodistas (2001) - Telecinco.
- Compañeros (2000) - Antena 3.
- De tarde en tarde (1996) - Canal Sur.

### Teatro
- El intercambio (2016-2017) - Dirección: Juan José Afonso; Dramaturgia: Ignacio Nacho.
- En ocasiones veo a Umberto (2016) - Dirección y dramaturgia: Álvaro Carrero.[12]
- La Celestina (2015), como Celestina.
- La extraña pareja (2014) - Dirección: Ignacio Nacho; Dramaturgia: Neil Simon.[13]
- No se elige ser un héroe (2012-2013) - Dirección: Roberto Cerdá.[14]
- Mujer anónima de anchas caderas con resaca (2012-2013) - Dirección: Ignacio Nacho; Dramaturgia: Ignacio Nacho.
- Juro por Dios que este no es mi próximo espectáculo (2002-2003).[15]
- Casting (2001) - Dirección: Juanma Lara.
- El Atolondrado (2001) - Dirección: Isidro Rodríguez; Dramaturgia: Moliere.
- Fuenteovejuna (1998-2000) - Dirección: Emilio Hernández; Dramaturgia: Lope de Vega.
- El amor (1998) - Dirección: Juanma Lara.
- De Locura (1998) - Dramaturgia: Ángel Calvente.
- Señas de identidad (1997) - Dramaturgia: A'tion Merx.
- Taxidermia (1994).
- Cuando ellas dicen no (1994) - Dirección: Rogerio Beretta.
- La isla amarilla (1993) - Dirección: Paloma Pedrero.
- El caso de un señor vestido de violeta (1993) - Dramaturgia: Miguel Mihura.
- Quédate en casa (1992) - Dramaturgia: Rafael Castillo.

## Premios
Festival de Cine de Alicante
| Año  | Premio                            | Película       | Resultado |
| ---- | --------------------------------- | -------------- | --------- |
| 2017 | Tesela de Plata a la mejor actriz | El intercambio | Ganadora  |

Saraqusta Film Festival
| Año  | Premio                            | Película        | Resultado |
| ---- | --------------------------------- | --------------- | --------- |
| 2021 | Dragón de Plata a la mejor actriz | La mancha negra | Ganadora  |

- Distinción Especial 2015 de la ACERV - Por su trayectoria (2015).[1]